# تنورية
تنورية هي إحدى القرى المحتلة والمدمرة التابعة لمركز الخشنية التابع لمحافظة القنيطرة في هضبة الجولان بجنوب غرب سوريا.
تتبع ناحية الخشنية وكان عدد سكانها 959 ن عام 1967 وترتفع 610 م، وتقع في أرض بركانية منبسطة، تنحدر نحو الجنوب الغربي، شمال وادي الفحام وجنوب غرب خط أنابيب التابلاين، على بعد 5 كم إلى الجنوب الغربي من بلدة الخشنية، عثر في القرية على حجارة منحوتة مزخرفة، وقواعد وأعمدة. وقبور كثيرة، تعود إلى عصور ما قبل التاريخ، وعثر على فخاريات في مقبرة القرية تعود إلى العهود الكنعانية والرومانية والبيزنطية والعربية والإسلامية.
تزرع فيها الحبوب والبقول بعلاً، والأرز والخضار ريّاً. وتربى فيها الأغنام والأبقار، تشرب من مياه الينابيع المحلية، ومن أهمها : عين التنورية، وفاطمة، وهليل، وتتبعها مزرعة دير مفضل.